# Svanören
Svanören är en ö i Finland. Den ligger i Finska viken och i kommunen Sibbo i den ekonomiska regionen  Helsingfors i landskapet Nyland, i den södra delen av landet. Ön ligger omkring 20 kilometer öster om Helsingfors.
Öns area är 0,7 hektar och dess största längd är 150 meter i sydöst-nordvästlig riktning.